# Paziols
Paziols (okzitanisch Pasiòls oder Pasuòls) ist eine Gemeinde mit 528 Einwohnern (Stand 1. Januar 2022) in Frankreich. Sie liegt im Département Aude, in der Region Okzitanien. Die Einwohner der Gemeinde heißen Paziolais.

## Lage
Paziols liegt in der geographischen Region Corbières im Tal des Flusses Verdouble. Das Gemeindegebiet ist Teil des Regionalen Naturparks Corbières-Fenouillèdes.

## Bevölkerungsentwicklung
| Jahr | Einwohner |
| ---- | --------- |
| 1962 | 753       |
| 1968 | 676       |
| 1975 | 601       |
| 1982 | 610       |
| 1990 | 562       |
| 1999 | 512       |
| 2016 | 532       |

## Weinbau
Ein Teil der landwirtschaftlichen Flächen dient dem Weinbau und die Weinberge liegen innerhalb der geschützten Herkunftsbezeichnungen Corbières, Fitou, Rivesaltes und Muscat de Rivesaltes.

## Persönlichkeiten
- Claude Nougaro (1929–2004), Jazz-Sänger, Dichter, Maler und Zeichner. Lebte ab dem Jahr 1994 in Paziols.